# Бертольд (герцог Баварії)
Бертольд I (*Berthold I, бл. 900 — 23 листопада 947) — герцог Каринтії у 927—938 роках, герцог Баварії у 938—947 роках.

## Життєпис
Походив з роду Луїтпольдингів. Молодший син Луїтпольда, маркграфа Баварії, та Кунігунди Швабської. Народився приблизно 900 року. Близько 926 року Бертольд отримав у володіння прикордонну Каринтійську марку, залишаючись при цьому васалом свого старшого брата Арнульфа I, герцога Баварії. У 927 році Генріх I, король Німеччини, з метою послабити владу баварського герцога надав Бертольду титул герцога Каринтії. У 930 році стає графом Вінхгау.
У 938 році Оттон I, новий король Німеччини, повалив Еберхарда, герцога Баварії та небожа Бертольда. При цьому останній не надав жодної підтримки своєму родичу. За це отримав від німецького короля герцогство Баварія. При цьому Каринтію приєднано до Баварії. У 939 році одружився з баварською аристократкою Більтрудою.
На відміну від своїх попередників, Бертольд не набув прав призначення єпископів і графів у своїх володіннях і виявився практично повністю підлеглим королю Німеччини. Але протягом усього свого правління Бертольд залишався вірним васалом Оттону I. Тривалий час вів перемовини про шлюб з сестрою німецького короля Гербергою (потім Гедвігою), проте марно.
Водночас Бертольд надав суттєву допомогу Оттону I у війні з угорцями, які до того були союзниками Баварії. У 943 році баварська армія розгромила угорські війська у Вельса і ненадовго забезпечила спокій східних кордонів герцогства та королівства Німеччина. Водночас за його правління практично завершено християнізацію Каринтії та посилено її онімечення.
Помер у 947 році. Поховано в абатстві Нідералтайх. Після смерті Бертольда його син Генріх був відсторонений Оттоном I від спадкування. Баварія була передана брату німецького короля Генріху.

## Родина
Дружина — Більтруда.
Діти:
- Генріх (940—989)
- Кунігунда, дружина Ульріха, графа Швейнахгау